# Centrale de Singrauli
La centrale de Singrauli est une centrale thermique alimentée au charbon située dans l'état de l'Uttar Pradesh en Inde.